# François Lartigue
François Lartigue (París, 29 de novembre de 1949) és un director de fotografia francès.

## Biografia
Pertanyia a una família d'artistes i es va criar al barri de Montmartre. Amb 13 anys participà com a actor a La Guerre des boutons i el director de fotografia André Bac el va fer interessar-se en aquest camp. Debutaria com a director de fotografia el 1970 amb Les coses de la vida de Claude Sautet. Des d'aleshores ha treballat amb directors destacats com Jacques Demy, Henri Verneuil, Philippe de Broca, Jacques Deray, Bertrand Blier, Richard Marquand, René Feret, Jacques Bral, Carlos Saura o Marco Pico. Ha estat nominat a la Medalla del CEC a la millor fotografia del 2004 pel seu treball a El séptimo día. També ha fet algunes exposicions com a fotògraf.

## Filmografia

### Cinema
- 1970: Les Choses de la vie de Claude Sautet
- 1971: Le Saut de l'ange d'Yves Boisset
- 1971: Doucement les basses de Jacques Deray
- 1972: Une journée bien remplie de Jean-Louis Trintignant
- 1972: L'Œuf de Jean Herman
- 1972: César et Rosalie de Claude Sautet
- 1973: L'Héritier de Philippe Labro
- 1973: Deux hommes dans la ville de José Giovanni
- 1973: Moi y'en a vouloir des sous de Jean Yanne
- 1974: Un nuage entre les dents de Marco Pico
- 1974: Ursule et Grelu de Serge Korber
- 1974: Tendre Dracula de Pierre Grunstein
- 1974: Borsalino and Co de Jacques Deray
- 1975: Peur sur la ville d'Henri Verneuil
- 1975: L'Incorrigible de Philippe de Broca
- 1975: Lily aime-moi de Maurice Dugowson
- 1976: L'Alpagueur de Philippe Labro
- 1976: Le Corps de mon ennemi d'Henri Verneuil
- 1977: Violette et François de Jacques Rouffio
- 1978: La Vocation suspendue de Raoul Ruiz
- 1978: Lady Oscar de Jacques Demy
- 1978: Préparez vos mouchoirs de Bertrand Blier
- 1979: Buffet froid de Bertrand Blier
- 1980: Mon oncle d'Amérique d'Alain Resnais
- 1982: Une chambre en ville de Jacques Demy
- 1982: Le Quart d'heure américain de Philippe Galland
- 1983: Banzaï de Claude Zidi
- 1983: Signes extérieurs de richesse de Jacques Monnet
- 1984: Le Juge de Philippe Lefebvre
- 1984: French Lover de Richard Marquand
- 1988: Savannah de Marco Pico
- 1991: On peut toujours rêver de Pierre Richard
- 1993: La Cavale des fous de Marco Pico
- 1996: Le Dernier des Pélicans de Marco Pico
- 1999: Le Schpountz de Gérard Oury
- 2000: Charmant Garçon de Patrick Chesnais
- 2001: Rue du retrait de René Féret
- 2002: L'Enfant du pays de René Féret
- 2003: El séptimo día de Carlos Saura.
- 2004: Beur blanc rouge de Mahmoud Zemmouri
- 2006: Un printemps à Paris de Jacques Bral
- 2011: Le noir (te) vous va si bien de Jacques Bral

### Televisió
- 1979: Le Journal de  Philippe Lefebvre
- 1979: La Traque de  Philippe Lefebvre
- 1980: La Naissance du jour de Jacques Demy
- 1983: Pablo est mort de Philippe Lefebvre
- 1989: Morte fontaine de Marco Pico
- 1990: Les Sirènes de minuit de Philippe Lefebvre
- 1992: Le Danseur du Mozambique de Philippe Lefebvre
- 1994: Antoine Rives, le juge du terrorisme de Philippe Lefebvre
- 1994: Le Rif 1 de Marco Pico
- 1995: Le Rif 2 de Roger Guyot
- 1996: Maryline de Marco Pico
- 1996: Hold up en l'air d'Éric Civanyan
- 1997: Forcément coupable de Marco Pico
- 1997: D'or et de safran de Marco Pico
- 1998: À la poursuite du vent de Nina Companeez
- 1998:  Pepe Carvalho de Merzack Alouache
- 1998: La Bascule de Marco Pico
- 1999: Les Enfants du printemps de Marco Pico
- 2001: Le Jeune Casanova de Giacomo Battiato
- 2002: Leclerc, un rêve d'Indochine de Marco Pico
- 2007:  Le Septième Juré de Édouard Niermans

## Exposicióons
- 1995 : Galerie Frédéric Roulette (Paris)
- 1997 : Les Lartigue passionnément (Cavalaire)
- 2000 : Galerie Philippe Gelot (Paris)
  - Festival Banlieues Blues (La Courneuve)
- 2003 : la Kitchen Galerie (Paris)
- 2005 : Les Lartigue, le talent en héritage (L'Isle-Adam)
- 2010 : Galerie binôme (Paris)[4]
- 2013 : Exposició L'objectif humaniste - Galerie Binôme (Paris)[5]
- 2014 : Exposició "Fragments d'enfance" - Musée Marzelles (Marmande)
- 2014 : Exposició "Génération Lartigue" - Villa Béatrix Enéa (Anglet)
- 2017 : Exposició a l'edició del llibre Une ville, des vies - La Chambre claire (Paris)